# Radio Disney (Latinoamérica)
Radio Disney Latinoamérica es una cadena de radio propiedad de The Walt Disney Company Latin America, que se transmite en varios países de América Latina. La estación está dirigida principalmente a niños y adolescentes.

## Historia
El 1 de abril de 2001, en Argentina, fue lanzada la primera emisora de la cadena argentina Radio Disney en Latinoamérica. The Walt Disney Company Latin America adquirió un 4,75% de las acciones de la emisora 94.3 FM (LRL301) en la ciudad de Buenos Aires, siendo operada en conjunto con Radio Medios S.A. con un (95%) de acciones, ABC Venture con (0,25%) de acciones y así creando a la empresa conjunta que opera a la emisora, Difusora Baires S.A. 
En septiembre de 2002, en Radio Disney Paraguay, se lanza la segunda estación de la cadena en la frecuencia 96.5 FM de la ciudad de Asunción en una alianza estratégica con la empresa Filmagic Entertainment iniciando así la expansión a más países.
En octubre de 2003, se lanza en Guatemala en la frecuencia 92.5 FM (actualmente transmite en 92.9 MHz) de la Ciudad de Guatemala y la ciudad de Sacatepequez en alianza con la empresa Mediacorp. En 2005, la empresa radiofónica Mediacorp le vendió la emisora a Radio y Televisión de Guatemala (Central de Radios, propiedad de Albavisión).
El 9 de febrero de 2004, se lanzó la emisora en Radio Disney Uruguay en la frecuencia 91.9 FM en la ciudad de Montevideo, en alianza con la empresa radial Sarandí Comunicaciones S.A. En junio del mismo año, se lanzó la emisora en República Dominicana en la frecuencia 97.3 FM en la ciudad de Santo Domingo luego de la adquisición de la frecuencia por parte de Disney LA. EN Asociación con RCC Media 
En octubre de 2005, se lanzó la señal en Costa Rica en la frecuencia 101.1 FM de la ciudad de San José, en alianza con el grupo Central de Radios.
En marzo de 2005 es lanzada en Ecuador en la frecuencia 93.7 FM de la ciudad de Guayaquil, en alianza con Radio Concierto Guayaquil S.A.
En abril de 2008, la emisora es lanzada en Nicaragua en la frecuencia 100.7 FM, en alianza con la empresa Ratensa Comunicaciones S.A.
El 1 de octubre del mismo año es lanzada en Chile en la frecuencia 104.9 FM de Santiago y, en febrero de 2010, se agrega una repetidora en el 102.1 FM en Gran Valparaíso, en alianza con el Consorcio Periodístico de Chile y operada por su grupo de emisoras llamada Grupo Dial. En noviembre del 2020 la emisora cambia del 104.9 al 95.3 FM tras una nueva alianza de Disney en conjunto con Mega Media. 
En septiembre de 2009, es lanzada en Panamá inicialmente en la frecuencia 101.5 FM (actualmente transmite en 101.3 MHz) de la ciudad de Panamá, en alianza con la empresa radiofónica Central de Radios.
El 29 de noviembre de 2010 se lanzó en Brasil en la frecuencia 91.3 FM de la ciudad de São Paulo, en alianza con Radio Holding LTDA.
El 12 de septiembre de 2011 se lanza en Bolivia en la frecuencia 98.5 de la ciudad de Santa Cruz, en alianza con la Empresa de Comunicaciones del Oriente Ltda., propietaria de Unitel.
El 9 de octubre de 2013 se lanzó en México a través de una alianza con la cadena Grupo ACIR. El 25 de diciembre de 2019, la alianza con The Walt Disney Company México llegó a su fin y Radio Disney dejó de emitirse en las doce ciudades donde se encontraba presente. El 24 de febrero de 2020, Radio Disney México retomó su emisión bajo una alianza con Grupo Siete, estando presente solamente en la Ciudad de México.
El 24 de julio de 2017, comenzó sus emisiones en Perú en la frecuencia 91.1 FM de la ciudad de Lima, en alianza con Rola Perú.
El 1° de septiembre de 2023, Radio Disney renovó su imagen después de 15 años. El 15 de septiembre Radio Disney Perú entró a los 104.7 FM transmitiendo simultáneamente con los 91.1 FM hasta el 30 de septiembre, debido a que en esa fecha termina el contrato de arrendamiento de esa frecuencia entre Rola Perú y Radio San Borja S.A.C, manteniéndose solo en los 104.7.

## Disponibilidad
Radio Disney cuenta con presencia en los principales países de Latinoamérica, siendo operadas por distintos grupos radiofónicos a través de alianzas estratégicas para utilizar e transmitir bajo la marca con programación local y locutores de cada país en donde se transmite la emisora.
- Radio Disney Argentina
- Radio Disney Bolivia
- Radio Disney Brasil
- Radio Disney Chile
- Radio Disney Costa Rica
- Radio Disney Ecuador
- Radio Disney México
- Radio Disney Panamá
- Radio Disney Paraguay
- Radio Disney Perú
- Radio Disney República Dominicana
- Radio Disney Uruguay

## Emisoras desaparecidas
En diciembre de 2018, la filial de Radio Disney Nicaragua salió del aire debido a la muy poca acogida aceptación del público que la emisora tenía en dicho país.
El 24 de diciembre de 2019 fue el último día de la transmisión de Radio Disney México como parte de la cadena radiofónica Grupo ACIR, después de terminar su contrato con The Walt Disney Company México. Sin embargo, Radio Disney regresó al país en 2020 bajo una alianza con la cadena Grupo Siete.
El 6 de julio de 2020 se dejó de transmitir Radio Disney Guatemala, tras 16 años de estar al aire.

## Estaciones de radio
Esta es la lista actual de las frecuencias, ciudades y países en donde es transmitida la emisora.
| Dial  | Ciudad                                    | País                 |
| ----- | ----------------------------------------- | -------------------- |
| 94.3  | Buenos Aires                              | Argentina            |
| 99.5  | Lincoln                                   | Argentina            |
| 102.7 | La Paz                                    | Bolivia              |
| 98.5  | Santa Cruz                                | Bolivia              |
| 102.7 | Cochabamba                                | Bolivia              |
| 100.9 | Tarija                                    | Bolivia              |
| 91.3  | São Paulo                                 | Brasil               |
| 95.3  | Santiago                                  | Chile                |
| 94.1  | Arica                                     | Chile                |
| 98.3  | Iquique                                   | Chile                |
| 90.9  | San Antonio                               | Chile                |
| 97.3  | Gran Concepción                           | Chile                |
| 101.1 | San José (Cobertura para toda Costa Rica) | Costa Rica           |
| 98.3  | Cuenca                                    | Ecuador              |
| 93.7  | Guayaquil                                 | Ecuador              |
| 93.7  | Santa Elena                               | Ecuador              |
| 92.1  | Ciudad de México                          | México               |
| 102.1 | Toluca                                    | México               |
| 95.7  | Pachuca                                   | México               |
| 92.9  | Puebla                                    | México               |
| 93.1  | Mazatlán                                  | México               |
| 101.3 | Ciudad de Panamá                          | Panamá               |
| 96.5  | Asunción                                  | Paraguay             |
| 104.7 | Lima                                      | Perú                 |
| 97.3  | Santo Domingo                             | República Dominicana |
| 89.3  | Santiago                                  | República Dominicana |
| 103.7 | Montevideo                                | Uruguay              |

## Eslóganes
- Aquí está tu música (2001-2008)
- Escucha eso que quieres sentir (Chile, Panamá, Ecuador, República Dominicana y Perú) (2008-2023)
- Eso que querés sentir (Argentina, Paraguay, Uruguay, Costa Rica y Bolivia) (2008-2023)
- A rádio que te Ouve  (La radio que te escucha) (Brasil) (2010-presente)
- La radio que te escucha (México) (2013-2023)
- La radio que te hace bien (Guatemala) (2003-2020)
- La música te llega (2023-presente)